# أبنزل (سويسرا)
أبنزل (Appenzell) هي مدينة وعاصمة كانتون أبينزيل إينرهودن في سويسرا. يقدر عدد سكانها بـ 5,618 نسمة.